# Sistema de unidades
Um sistema de unidades é um conjunto consistente de unidades de medida que contém um conjunto de unidades fundamentais de medida das quais se derivam todas as outras unidades contidas no sistema. No passado as unidades utilizadas eram decididas pelos governantes e não necessariamente possuíam uma relação direta e até poderiam mudar de valor com o tempo e entre diferentes regiões de um mesmo país.

## História
Uma das primeiras ferramentas inventadas pelo homem, devido a necessidade da construção de habitações, confeção de vestes e troca de recursos, por exemplo. Para realizar estas medidas, partes do corpo humano e elementos da natureza foram os primeiros instrumentos utilizados. Registros históricos da Babilônia e do Egito antigo descrevem a utilização da mão, braço e dedo para medidas de comprimento, e períodos solares e lunares para a medida de tempo. Para medidas de volume de recipientes, o método utilizado era colocar sementes até o recipiente estar cheio e depois contar elas. Para medir massa, eram utilizadas sementes ou pedras como padrão para a balança. O quilate, por exemplo, é uma unidade de massa com valor de 200 mg até hoje utilizada e possui a sua origem na semente de Alfarrobeira.

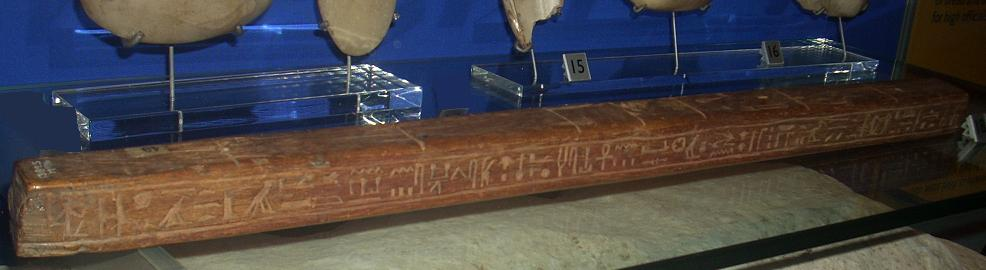
Cúbito padrão Egípcio presente no Liverpool World Museum. O cúbito era a distancia entre o cotovelo e a ponta do dedo médio

Com o desenvolvimento das civilizações, comércio, construções, taxas e demarcação de terras necessitavam de unidades que não variassem com o tempo ou o lugar. Assim, as unidades geralmente eram definidas pelos reis, porém com base em elementos que nem sempre se relacionavam bem, e que poderiam ser modificadas pelos reis posteriores. Um exemplo disto foi que no reinado de Afonso III de Portugal, uma lei de 26 de dezembro de 1253 dava a equivalência de 11,5 onças para o arrátel, enquanto durante o reinado de João II de Portugal (1481-1495) o arrátel ficou definido como valendo 2 marcos, ou 14 onças . Como os métodos de comunicação e locomoção eram limitados, e os elementos utilizados como base para medidas diferentes, diversos sistemas com as mais variadas unidades foram desenvolvidos e utilizados em diferentes partes do mundo, até podendo haver diferenças entre regiões de um mesmo país.
Com a renascença e a revolução científica, estas diferenças de unidades se mostravam cada vez mais complicadas de se lidar. No campo da ciência, Isaac Newton cita em seu livro de 1687, Philosophiae Naturalis Principia Mathematica, suas medidas de comprimento de pé parisiense, para que fosse possível para os leitores identificarem o valor. Ao mesmo tempo, o crescente comercio internacional sofria com a disparidade de unidades. Por exemplo, a unidade de comprimento vara era bastante utilizada na Europa, porem o seu valor variava de país para país, equivalendo a 40,2 cm em algumas partes da Alemanha mas possuindo valor de 94,5 cm na Escócia. Estes casos demonstravam que era necessário se adotar um padrão internacional para as unidades.
Em 1668, no seu Essay towards a Real Character and a Philosophical Language, John Wilkins propôs a utilização do segundo como unidade básica de tempo, que o comprimento de um pendulo com período de dois segundos fosse a unidade básica de comprimento, sendo denominada "padrão" (equivalente a 994 mm) e que a base para massa seria a "centena", sendo definida como a massa de agua destilada em um recipiente de um padrão cúbico. 
Em 1670, o astrônomo francês Gabriel Mouton, que também era vigário da igreja de São Paulo em Lyon, sugeriu a utilização de um sistema decimal semelhante a de Wilkins, porém baseado no comprimento de um segundo de arco de longitude no equador e com prefixos denominando cada potência de dez do comprimento, semelhante ao utilizado atualmente no SI. A proposta de Mouton contou com o apoio de Jean Picard e Christiaan Huygens. Neste mesmo ano Gottfried Leibniz também fez propostas semelhantes as de Mouton. Embora tenham sido feitas outras propostas além destas, apenas cerca de um século mais tarde é que algo foi feito, resultando no sistema métrico.

### Sistema métrico
Em 5 de maio de 1789, Luís XVI convocou a assembleia dos estados gerais - que não ocorria desde 1614 - que desencadeou uma série de eventos que culminam na revolução francesa. Em 27 de junho do mesmo ano, a Assembleia Nacional Constituinte Francesa pediu para Academia Francesa de Ciências criar um padrão de medidas que fosse invariável, não sendo susceptível a corrupção. Em 4 de agosto, três semanas após a tomada da Bastilha, a nobreza abriu mão de seus privilégios, incluindo o direito de controlar as medidas locais.
Em 1790 foi formado pela assembleia o comitê responsável pela criação do novo padrão, tendo como integrantes Jean-Charles de Borda, Joseph-Louis Lagrange, Pierre-Simon Laplace, Gaspard Monge e Nicolas de Condorcet. 
O sistema criado pela comissão foi definido utilizando a base decimal, onde os múltiplos de potencias de dez da unidade possuindo prefixos e tendo como unidades fundamentais metro, grama e segundo, onde tais quantidades foram definidas assim:
- O segundo sendo a unidade fundamental de tempo, valendo {\displaystyle {\frac {1}{86.400}}} do dia solar médio
- O metro, unidade fundamental de comprimento, definido sendo {\displaystyle {\frac {1}{10.000.000}}} a distância entre o polo norte e a linha do Equador através do meridiano que passa entre Dunquerque e Barcelona.
- O grama, unidade fundamental de massa, ficou definida como a massa de um centímetro cúbico de água a 4ºC.

Em 7 de abril de 1795, o governo da França revolucionária decretou que estas seriam as novas unidades base do país.
Em 22 de junho de 1799 foi depositado, nos Arquivos da República em Paris, dois protótipos de platina iridiada, que representam o metro e o quilograma, ainda hoje conservados no Bureau International des Poids et Mesures (Escritório Internacional de Pesos e Medidas) na França.
Embora vários países tenham adotado o sistema métrico, a repetição da medição da distancia entre o polo norte e o equador se mostrava extremamente trabalhosa, e copiar o metro padrão francês também não se mostrava uma boa opção, pois embora fosse possível copiar a medida, a barra padrão e as suas cópias possuíam exatamente um metro e, sendo suscetíveis a desgaste com o uso, com o tempo começaram a mostrar valores diferentes para o metro.
Para corrigir este problema, na conferencia internacional de 1867 foi proposta a implementação de uma barra internacional de metro padrão que fosse mais fácil de se copiar para outros países, e que possuísse mais que um metro e com marcações indicando o tamanho de metro, com isso solucionando o problema do desgaste.
Em 20 de maio de 1875 foi assinado por 17 países a Convenção do Metro. Este tratado definiu as seguintes organizações para conduzirem as atividades internacionais relacionadas ao sistema uniforme de medidas:

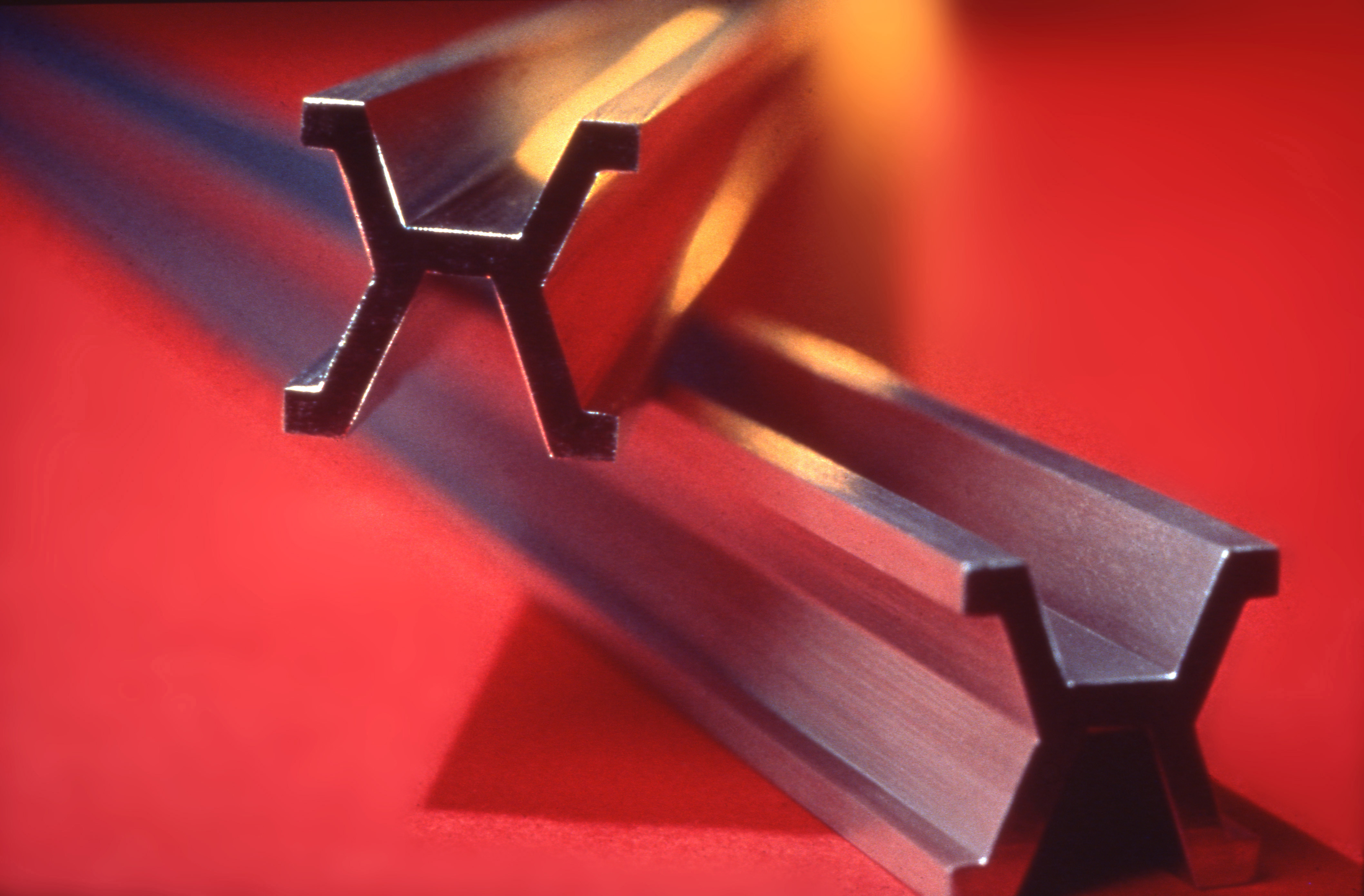
A barra de platina-irídio utilizada como protótipo do metro de 1889 a 1960

- Conférence Générale des Poids et mesures (CGPM), uma conferência intergovernamental de delegados oficiais dos países membros e da autoridade suprema para todas as ações;
- Comité international des poids et mesures (CIPM), composta por cientistas e metrologistas, que prepara e executa as decisões da CGPM e é responsável pela supervisão do Bureau Internacional de Pesos e Medidas;
- Bureau International des Poids et mesures (BIPM), um laboratório permanente e centro mundial da metrologia científica, as atividades que incluem o estabelecimento de normas de base e as escalas das quantidades de capital físico e manutenção dos padrões protótipo internacional.

A nova barra de internacional de metro foi adotada em 1889, utilizando 90% de platina e 10% de irídio, sendo escolhido devido a sua dureza, alto coeficiente de elasticidade e baixo coeficiente de expansão. A barra foi feita possuindo uma seção reta em forma de "X" desenvolvida pelo físico Henri Tresca a fim de minimizar os efeitos de esforço torcional durante as comparações.

## Sistema MKS
É baseado no metro e no quilograma padrão, contidos no Arquivos da República em Paris, e é assim denominado utilizando a tipologia LMT - do inglês Lenght, Mass e Time, significando em português comprimento, massa e tempo - tendo como suas unidades básicas o metro, o quilograma e o segundo.
Até a definição do sistema internacional em 1954, dividiu com o sistema CGS o posto de principal sistema métrico, sendo mais utilizado por engenheiros e cientistas, que trabalhavam em contextos maiores, enquanto o sistema CGS era preferido por pelos cientistas teóricos..
Foi o precursor do sistema internacional, e por isso muitas de suas unidades estão presentes no SI, como é possível observar na tabela abaixo.
| Grandeza    | Unidade    | Definição (Dimensional) | CGS         | SI     |
| ----------- | ---------- | ----------------------- | ----------- | ------ |
| comprimento | metro      | m                       | = 102 cm    | = 1 m  |
| massa       | quilograma | kg                      | = 103 g     | = 1 kg |
| tempo       | segundo    | s                       | s           | s      |
| força       | newton     | N = 1 kg.m/s2           | = 105 dyn   | = 1 N  |
| energia     | joule      | J = 1 kg.m2/s2          | = 107 erg   | = 1 J  |
| potência    | watt       | W = 1 kg.m2/s3          | = 107 erg/s | = 1 W  |
| pressão     | pascal     | Pa = 1 kg.m-1.s-2       | = 10−5 bar  | = 1 Pa |

## Sistema CGS
Também denominado utilizando a tipologia LMT, tem como suas unidades básicas o centímetro, o grama e o segundo.
| Grandeza    | Unidade         | Definição (Dimensional) | SI          |
| ----------- | --------------- | ----------------------- | ----------- |
| comprimento | centímetro      | cm                      | = 10–2 m    |
| massa       | grama           | g                       | = 10–3 kg   |
| tempo       | segundo         | s                       | s           |
| força       | dina            | dyn = 1 g.cm/s²         | = 10–5 N    |
| energia     | erg             | erg = 1 g.cm²/s²        | = 10–7 J    |
| potência    | erg por segundo | 1 erg/s = 1 g.cm²/s³    | = 10–7 W    |
| pressão     | bar             | bar = 106 dyn/cm²       | = 105 Pa    |
| viscosidade | poise           | 1 P = 1 g/(cm.s)        | = 10–1 Pa.s |

## Sistema Internacional de Unidades
Também conhecido como SI, é o sistema oficial de todos os países do mundo (exceto Estados Unidos, Birmânia e Libéria), sendo a forma moderna do sistema métrico e a evolução do sistema MKS. 

### Origem e desenvolvimento
Tem como base o sistema MKS, mas com a adição de mais unidades fundamentais.
Em 1901, o engenheiro elétrico Giovanni Giorgi propôs a implementação de uma quarta unidade básica ao sistema MKS, que possuísse natureza elétrica, como o Ampère ou o Ohm. Sua proposta foi amplamente discutida pela IEC e pela IUPAC, sendo aceita pela CIPM em 1946, modificando o nome do sistema para MKSA.
A 10.ª CGPM, em 1954, aprovou a introdução do ampère, do kelvin e da candela como unidades básicas.
Na CGPM seguinte, em 1960 o nome deste sistema com seis unidades fundamentais foi definido como sistema internacional de unidades.
Na 14.ª CGPM, após longas discussões entre físicos e químicos, foi adicionado o mol como unidade básica de quantidade de matéria, resultando no sistema atual de sete unidades fundamentais.

### Unidades Fundamentais
O SI possui sete unidades fundamentais, listadas a seguir.

#### Metro
Unidade fundamental de comprimento, o metro (m) é definido de acordo com a 17.ª CGPM (1983) como:
| “ | O metro é o comprimento percorrido pela luz no vácuo durante um intervalo de tempo de 1/299 792 458 de segundo. | ” |

#### Quilograma
Unidade fundamental de massa, o quilograma (Kg), foi definida em 1901, pela 3.ª CGPM como:
| “ | O quilograma é a unidade de massa; é igual a massa de prototipo internacional do quilograma. | ” |

#### Segundo
O segundo (s), unidade básica de tempo, foi definido na 13.ª CGPM (1968) como:
| “ | O segundo é a duração de 9 192 631 770 períodos da radiação correspondente a transição entre dois níveis hiperfinos do estado fundamental do césio 133. | ” |

#### Ampère
A unidade fundamental de corrente elétrica é o ampère (A), e foi definida na 9ª CGPM (1948) como:
| “ | O ampère é a corrente constante que, se mantida em dois condutores de seção reta desprezível, e colocados a um metro de distância uma da outra no vácuo, produz uma força de 2 x 10-7 newton por metro. | ” |

#### Kelvin
O kelvin (K) é a unidade básica de temperatura, definida em 1968, na 13ª CGPM, como:
| “ | O kelvin, unidade de temperatura termodinâmica, é 1/273,16 da temperatura termodinâmica do ponto triplo da água. | ” |

#### Candela
A unidade fundamental de intensidade luminosa é a candela (cd), definida na 16.ª CGPM (1979), como:
| “ | A candela é a intensidade luminosa, numa dada direção, de uma fonte que emite uma radiação monocromática de frequência 540 x 1012 hertz e que tem uma intensidade radiante nessa direção de 1⁄683 watt por esferorradiano. | ” |

#### Mol
A unidade básica de quantidade de matéria, o mol (mol), foi definida em 1971 (na 14.ª CGPM), como:
| “ | - O mol é quantidade de matéria de um sistema que contenha tantas entidades elementares quanto os átomos existentes em 0,012 quilogramas de carbono 12; Seu simbolo é "mol." - Quando o mol é utilizado, as entidades elementares devem ser especificadas, e devem ser átomos, moléculas, íons, elétrons, outras partículas ou grupos específicos de tais particulas. | ” |

## Sistemas de unidades naturais
São sistemas nos quais as unidades são escolhidas de forma que certas constantes físicas passem a valer exatamente um. Alguns exemplos de sistemas de unidades naturais são o sistema de unidades atômicas, o sistema de unidades de Planck e o sistema de unidade geometrizada.

## Outros sistemas

### Sistema técnico
Derivado do sistema métrico com unidades do anterior, todavia utilizado na técnica por ser unidades muito intuitivas.

### Sistema inglês
Utilizado no passado pelos países anglo-saxões. A maioria já substituiu pelo Sistema Internacional de Unidades, exceto Libéria, Birmânia e Estados Unidos. É originário da Inglaterra, onde é conhecido como sistema imperial de unidades, e ainda muito utilizado lá, embora oficialmente o país adote o SI.
Possui unidades tradicionais, muitas com nomes de unidades utilizadas na Roma antiga, como o pé, a polegada, a milha e a libra, mas com valores completamente distintos.

### Sistema chinês
Utilizado ainda diariamente e no comércio tradicional por muitos chineses, apesar de a China já ter adotado oficialmente o Sistema Internacional de Unidades como o seu único padrão oficial de medidas.